# Fontaine-Henry
Fontaine-Henry är en kommun i departementet Calvados i regionen Normandie i norra Frankrike. Kommunen ligger i kantonen Creully som ligger i arrondissementet Caen. År 2022 hade Fontaine-Henry 519 invånare.

## Befolkningsutveckling
Antalet invånare i kommunen Fontaine-Henry
Referens: INSEE